# 上特劳恩
上特劳恩是奥地利上奥地利州格蒙登县的一个市镇。总面积88.3平方公里，总人口745人，人口密度8.4人/平方公里（2005年）。